# マザックアートプラザ
マザックアートプラザ（マザックアートプラザ）は、愛知県名古屋市東区葵にある、工作機械メーカー大手ヤマザキマザック所有のビル。ヤマザキマザック美術館が入居している。

## 概要
錦通と国道153号（葵町線）との交点である葵町西交差点北東角に建設された超高層ビルであり南に100メートル程にある雲竜フレックスビルより高く、美術館・オフィス・駐車場からなる複合施設である。最寄り駅である名古屋市営地下鉄東山線の新栄町駅とは地下通路（1番出口）で直結している。
敷地内には、ヤマザキマザック美術館が入居する美術館棟の他にオフィスタワー・駐車場棟が併設されている。オフィスタワーの一部フロアは他企業にも賃貸されている他、1階フロアには同社の主事業である工作機械を紹介する「マザック工作機械ギャラリー」も設置されている。また最上階には茶室「相照庵」も設えられている。

## ヤマザキマザック美術館
ヤマザキマザックの事実上の創業者である山崎照幸が収集した美術品コレクションを保管・展示することを目的として設置された美術館である。

## マザック工作機械ギャラリー
オフィスタワー1階フロアにあるギャラリーである。
工作機械の歴史の紹介、同社工作機械により製作された工業製品の部品等の展示（展示点数約100点）がされている他、工作機械が3Dデータを用いて加工の実演動作を行う様子を見学できる。2012年（平成24年）2月時点での加工物は名古屋城天守閣上金鯱の模型である。（同社製工作機械により加工を行っているフェラーリF-1エンジンなども展示されていた時期もある）。
工作機械について学べる企業博物館である。
入場は無料。開館時間は10：00～17：00、毎週月曜日（祝日の場合は翌日）が休館日である。

## その他の主なテナント
美術館棟
- イタリアントラットリア・トペ TRATTORIA TOPE
- 仏蘭西料理｢壺中天｣（こちゅうてん）
- ワインバーLa Fete

オフィスタワー
- 住友林業グループ
- 東海東京証券
- 東海東京インテリジェンス・ラボ（本社所在）
- トランコム（本社所在）
- 名古屋銀行葵支店（ATMコーナー1階、窓口等3階）

## 外部サイト
- マザックアートプラザ（公式サイト）
- マザックアートプラザ - Nikken Sekkei - Projects